# Beautifully Smart
Beautifully Smart er et album med Aqpop, udgivet den 24. september 2004. Dette er bandets debutalbum.

## Trackliste
1. Have It
2. Radio 60
3. Screen
4. Beautifully Smart
5. Relate That Something
6. Confused
7. The Day
8. Caught By This Feeling
9. Command Smile:able
10. Syranid
11. For Yourself